# Francesc Montañés Claverias
Francesc Montañés Claverías (Castelló de la Plana, 8 de setembre de 1985) és un exfutbolista professional valencià, que ocupava la posició de migcampista. El seu darrer club va ser el CD Tenerife.

## Carrera esportiva
Format al planter del FC Barcelona, va debutar a primera divisió amb els blaugrana al maig del 2006, en partit contra el Sevilla FC. Posteriorment, ha jugat amb el filial del Vila-real CF i a l'Ontinyent CF.
El juliol de 2014 el RCD Espanyol va fer oficial el seu fitxatge, per quatre temporades, provinent del Reial Saragossa.
Ha estat internacional amb les seleccions inferiors espanyoles. Amb la sub-23 va guanyar la medalla d'or als Jocs de la Mediterrània del 2005, a Almeria.